# Lista zabytków w Iklin
To jest lista zabytków w miejscowości Iklin na Malcie, które są umieszczone na liście National Inventory of the Cultural Property of the Maltese Islands.

## Lista
| Nazwa zabytku                          | Lokalizacja         | Współrzędne                                   | Nr na liście NICPMI | Zdjęcie |
| -------------------------------------- | ------------------- | --------------------------------------------- | ------------------- | ------- |
| Kościół parafialny pw. Świętej Rodziny | Misraħ Ninu Cremona | 35°54′15,1″N 14°27′25,1″E/35,904194 14,456972 | 00789               |         |
| Kaplica św. Michała                    | Triq San Mikiel     | 35°54′24,5″N 14°27′00,0″E/35,906806 14,450000 | 00790               |         |